# 상쾌한 아침 원주에서 출발합니다
상쾌한 아침 원주에서 출발합니다는 KBS원주 1라디오에서 평일 아침 8시 30분부터 아침 8시 58분까지 방송되는 시사교양 프로그램이다.

## 진행
- 이은주 아나운서

## 역대 방송시간
| 방송 채널       | 방송 기간                         | 방송 시간                  |
| --------------- | --------------------------------- | -------------------------- |
| KBS원주 1라디오 | 2009년 10월 26일 ~ 2014년 4월 4일 | 평일 아침 8:35 ~ 아침 8:58 |
| KBS원주 1라디오 | 2014년 4월 7일 ~ 현재             | 평일 아침 8:30 ~ 아침 8:58 |